# Veronica mannii
Veronica mannii är en grobladsväxtart som beskrevs av Joseph Dalton Hooker. Veronica mannii ingår i släktet veronikor, och familjen grobladsväxter. Inga underarter finns listade i Catalogue of Life.